# Don't Come Easy

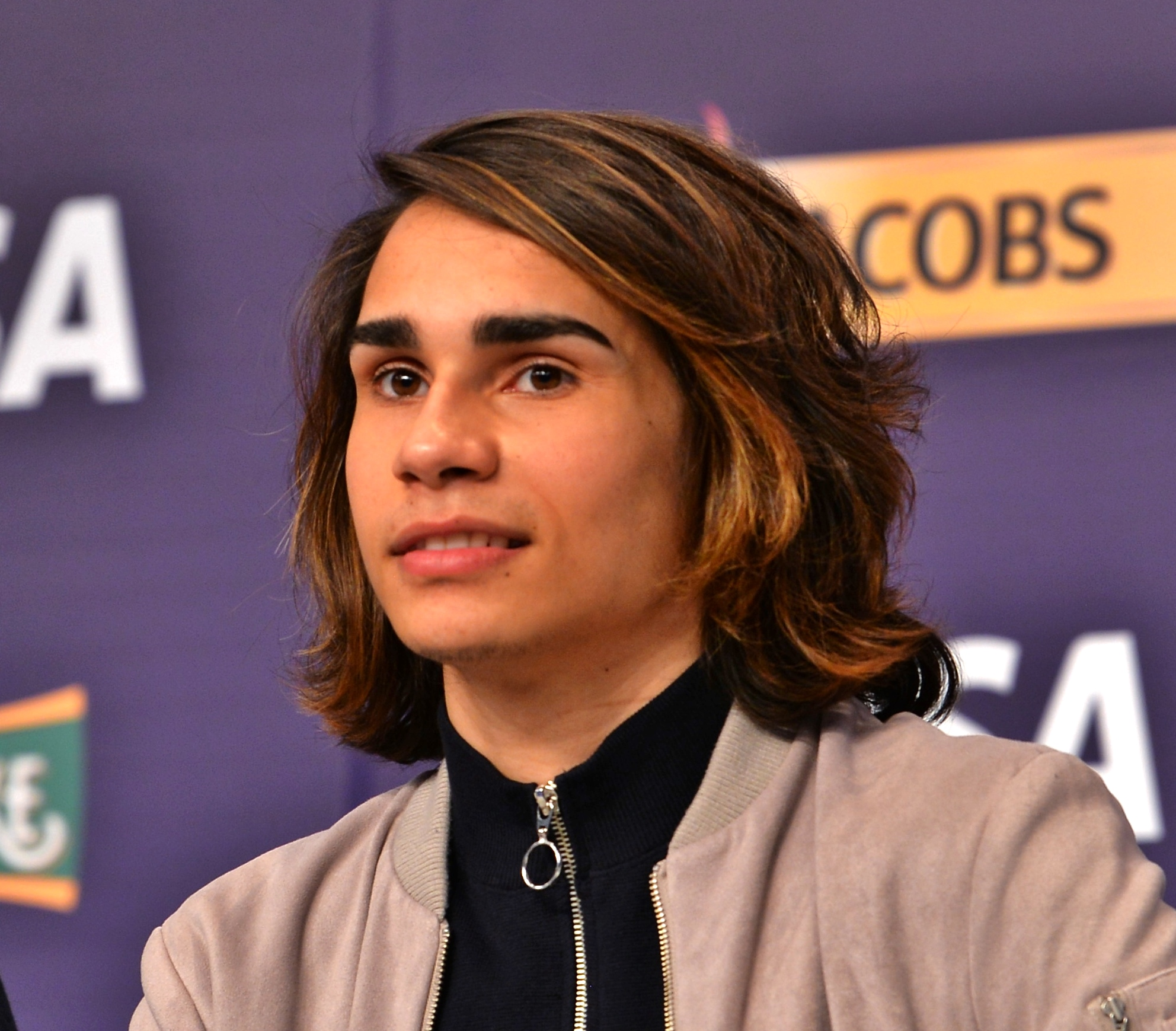
Isaiah Firebrace i Kyiv 2017

Don't Come Easy är en låt framförd av sångaren Isaiah Firebrace. Låten är skriven och producerad av låtskrivarduon DNA (David Musumeci och Anthony Egizii), samt av Michael Angelo. Den representerade Australien i Eurovision Song Contest 2017. Don't Come Easy gick vidare till final och slutade där på nionde plats med 173 poäng. 